# Жига
Жига (італ. giga або фр. gigue) — швидкий танець барокової епохи, який походить з англійської джиги. З'явився у Франції в середині 17-го століття і зазвичай виконувався в кінці сюїти.